# Victorine Legrain
Pour les articles homonymes, voir Legrain.
Victorine Legrain, née vers 1833 et morte à Turin le 16 décembre 1916, est une danseuse, chorégraphe et professeure de danse française.

## Biographie
Pensionnaire de l'Opéra de Paris, Victorine Legrain est l'espoir de la danse française alors dominée par les ballerines italiennes. Après des succès en Angleterre (1851), remarquée dans Gemma (1854), elle est encensée par la critique. Théophile Gautier écrit ainsi : « [...] cette jeune danseuse nous paraît destinée au plus brillant avenir, elle a une force, une souplesse et une netteté merveilleuses. On n'est pas plus hardie, plus vigoureuse et plus légère ».
Les soutiens manquants en France, elle décroche des contrats triplant son salaire en Autriche et part ainsi faire carrière à Vienne (Autriche) où elle se produit deux années avec Alfred-Antoine Chopis (1857-1858) et est alors considérée « non pas comme une étoile, mais comme une véritable planète ». Quittant officiellement l'Opéra de Paris en 1858, après un passage à Berlin où elle se produit le 8 juillet 1860, elle s'installe à Turin en 1863. Elle devient alors professeure au Conservatoire. En 1877, Le Monde artiste annonce son retour sur scène : « On donne pour certain que Mlle Victorine Legrain, la célèbre chorégraphe, doit faire la saison d'automne au théâtre Vittorio-Emanuele. Cela ferait faire de brillantes recettes à l'impresa. Car tout Turin voudra revoir la danseuse émérite. Pour notre compte, nous sommes heureux de cet événement qui nous permettra, avec tous les vrais appréciateurs de la parfaite exécution, d'applaudir de nouveau le brillant talent de Mlle Victorine Legrain ». Elle obtient en effet de nouveau le succès : « Le ballet, Bianca di Nevers, occasionne toujours à la protagoniste, la brillante étoile parmi les célébrités dans l'art de la chorégraphie, Mlle Victorine Legrain, les plus chaleureux applaudissements, avec rappels de toute une salle enthousiasmée ».
Elle est la professeure, entre autres, de Rita Papurello, d'Adelina Gedda, d'Emma Magliani.